# Living
Living és una pel·lícula dramàtica britànica de 2022 dirigida per Oliver Hermanus a partir d'un guió de Kazuo Ishiguro, adaptada de la pel·lícula japonesa Ikiru de 1952 dirigida per Akira Kurosawa, que al seu torn es va inspirar en la novel·la russa de 1886 La mort d'Ivan Ilitx de Lev Tolstoi. Ambientada a Londres l'any 1953, representa un buròcrata del departament d'Obres Públiques del comtat (interpretat per Bill Nighy) que s'enfronta a una malaltia mortal. S'ha doblat i subtitulat al català.
Living es va estrenar al Festival de Cinema de Sundance el 21 de gener de 2022 i es va estrenar al Regne Unit el 4 de novembre de 2022 a càrrec de la distribuïdora Lionsgate (ara Starz). La pel·lícula va rebre crítiques positives, la interpretació de Nighy va rebre un reconeixement particular, i als 95è Premis Oscar va ser nominada com a millor actor (Nighy) i millor guió adaptat.

## Repartiment
- Bill Nighy com a Mr. Rodney Williams
- Aimee Lou Wood com a Miss Margaret Harris
- Alex Sharp com a Mr. Peter Wakeling
- Tom Burke com a Mr. Sutherland
- Adrian Rawlins com a Mr. Middleton
- Hubert Burton com a Mr. Rusbridger
- Oliver Chris com a Mr. Hart
- Michael Cochrane com a Sir James
- Anant Varman com a Mr. Singh
- Zoe Boyle com a Mrs. McMasters
- Lia Williams com a Mrs. Smith
- Jessica Flood com a Mrs. Porter
- Patsy Ferran com a Fiona Williams
- Barney Fishwick com a Michael Williams
- Nichola McAuliffe com a Mrs. Blake